# Masaż tajski
Ten artykuł opisuje teorie, metody lub czynności niezgodne ze współczesną wiedzą medyczną.
Masaż tajski jest typem tzw. głębokiego masażu. Stanowi on sekwencję technik, stanowiących połączenie akupresury ważniejszych punktów na ciele człowieka z elementami pasywnej jogi, rozciągania i refleksologii. W Tajlandii jest znany jako nuat phaen boran (Tajski: นวดแผนโบราณ, IPA: [nûɑt pʰἔːn boːraːn]), co można przetłumaczyć jako starożytny klasyczny masaż.

## Sposób wykonania

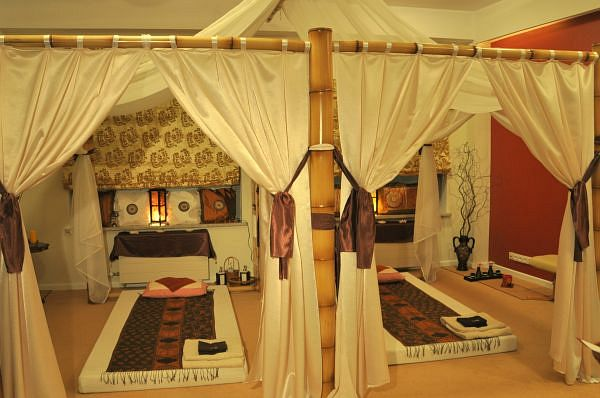
Salon masażu tajskiego

Masowana osoba jest ubrana w luźne, wygodne ubranie i leży na specjalnym materacu o umiarkowanej giętkości. Masaż może być wykonywany indywidualnie, bądź "na dwie ręce". Masażysta podczas wykonywania masażu bardzo intensywnie pracuje swoim ciałem, używając dłoni, kciuków, łokci i przedramion, a także stóp. Nacisk łokciem następuje w sposób rytmiczny na przebiegające arterie, powodując uczucie głębokiego odprężenia. Większość masażu przebiega po tzw. liniach Sen, co znajduje swoją analogię, podobnie jak meridiany czy hinduskie kanały nadi. Osoba masowana przyjmuje wiele pozycji, które wywodzą się z pięciu zasadniczych postaw jogi pasywnej: leżenia przodem, tyłem, bokiem oraz postawy siedzącej i odwróconej. Pełna, w pełni kompletna sesja masażu tajskiego winna trwać 2 godziny lub więcej, podczas których w sposób rytmiczny następuje ucisk i rozciągnięcie całego ciała: to dotyczy również wyciągania palców, stóp u nóg, uszu oraz przyjmowania przez osobę masowaną różnych wyciągniętych pozycji. Wszystko odbywa się zgodnie z wielowiekową procedurą.

## Historia

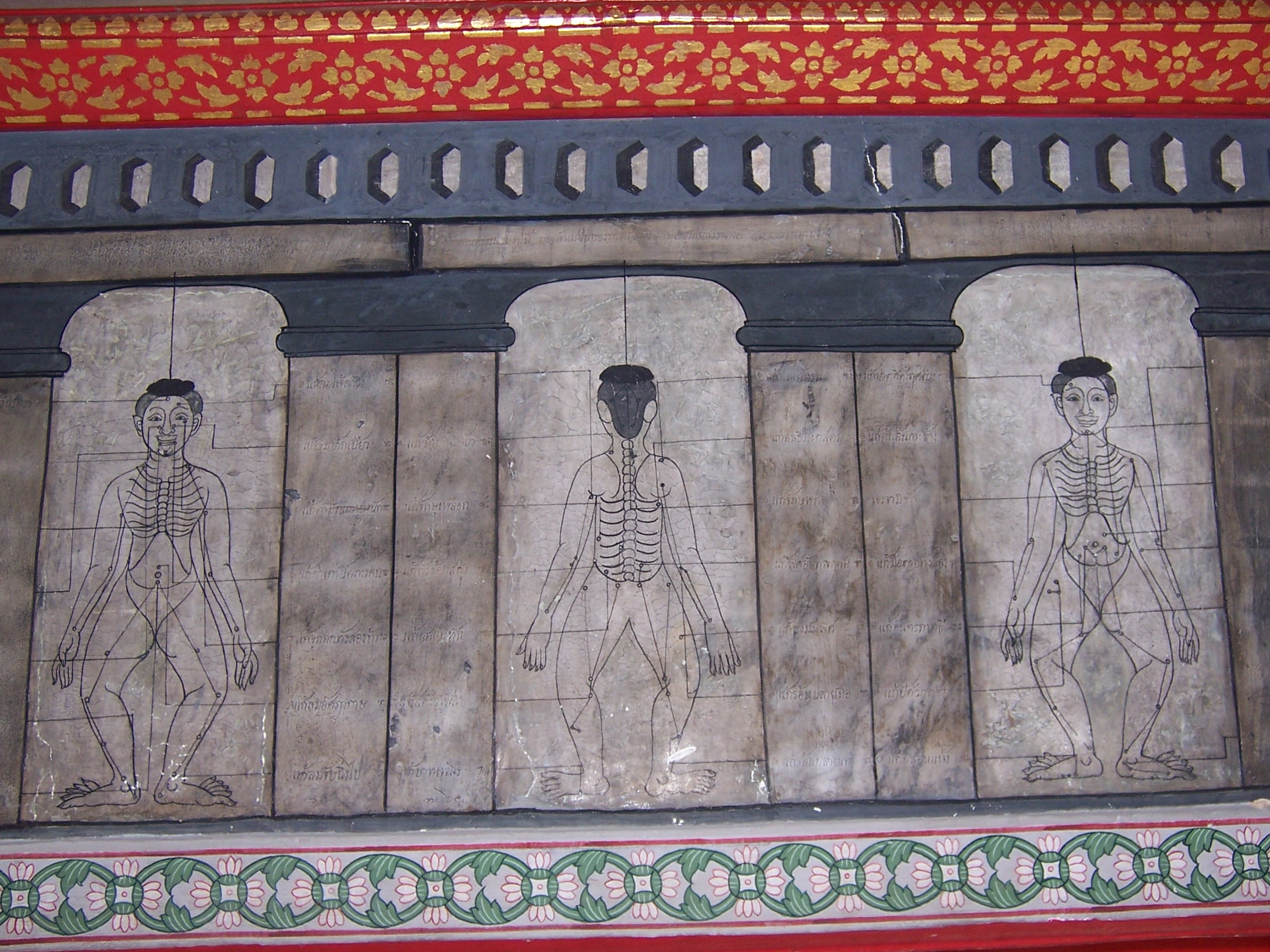
Historia masażu tajskiego

Za twórcę masażu tajskiego jest uznawany Shivago Komarpaj (Jīvaka Komarabhācca), który wedle legendy był osobistym lekarzem buddy 500 p.n.e. W istocie jednak, historia masażu tajskiego jest zdecydowanie bardziej skomplikowana niż ta uproszczona legenda. Masaż tajski, podobnie jak medycyna tajska zawiera wpływy kultur z Chin, Indii oraz innych południowoazjatyckich państw. Sztuka masażu wykonywanego obecnie ma najwięcej wspólnego z mającym miejsce w XIX wieku usystematyzowaniem kolejności sekwencji, w oparciu o wiedzę szkół z różnych zakątków Syjamu. Mimo wszystko nawet teraz występują różnice w wykonywanych masażach, choć różnice z czasem się marginalizują. Obecnie za najlepszą szkołę masażu tajskiego uważa się Królewską Akademię Masażu w Chiang Mai, mającą wielowiekową tradycję masaży, natomiast niską renomą cieszą się szkoły pochodzące ze stolicy Tajlandii Bangkoku, z racji trenowania zbyt dużej ilości masażystów oraz zbyt krótkich kursów.

## Filozofia
Tajowie uważają, iż współczesny masaż tajski bazuje na teorii, iż ciało ludzkie jest wypełnione cząsteczkami, zwanymi "lom" bądź "powietrze", które najpierw są wdychane do płuc, a następnie podróżuje przez 72 tys. niewidocznych dla oka ludzkiego kanalików, zwanych "senami". Masażysta tajski koncentruje się na masażu skupisk tych miejsc, poprzez techniki uciskowe i wyciągające. Większość szkół uważa, iż najważniejsze skupiska "senów" mają swój początek na pępku i kończą się na ustach. Joga pasywna, stanowiąca największą część masażu tajskiego ma na celu stymulować "seny" i przekierowywać "lom" poprzez całe ciało kończąc masaż na głowie.

## Rodzaje masażu tajskiego i ich działanie
Poprzez tysiące lat rozwój masażu tajskiego ewoluował, doprowadzając do rozwoju około 80 różnych typów masażu. Najpopularniejsze z nich to masaż klasyczny, olejkowy oraz stemplami ziołowymi.

### Klasyczny masaż tajski
Klasyczny masaż tajski stanowi połączenie technik akupresury oraz jogi pasywnej (zwaną również jogą dla leniwych). Masaż ten powoduje rozładowane napięcia mięśni, stawów i ścięgien, pobudzony zostaje układ krwionośny i limfatyczny, co przywraca równowagę w organizmie, relaksuje, jednocześnie dając zastrzyk energii.

### Masaż olejkowy

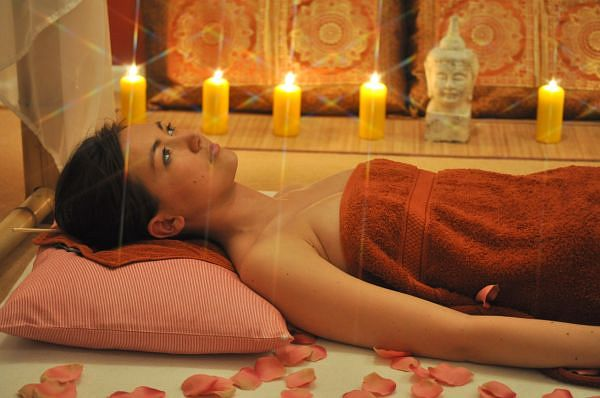
Masaż olejkami aromatycznymi

Masaż olejkowy wykonywany jest za pomocą olejków aromatycznych – ekstraktów z lawendy, palisandra, pranjipani, drzewa sandałowego, różanego, miętowego ylang-ylang. Stanowi połączenie ajuwerdyjskiej filozofii masażu wraz z technikami akupresury. Ma on na celu usprawnienie układu odpornościowego i nerwowego oraz przyspieszenie wydalania nadmiaru wody z organizmu poprzez stymulowanie porów skórnych.

### Masaż stemplami ziołowymi

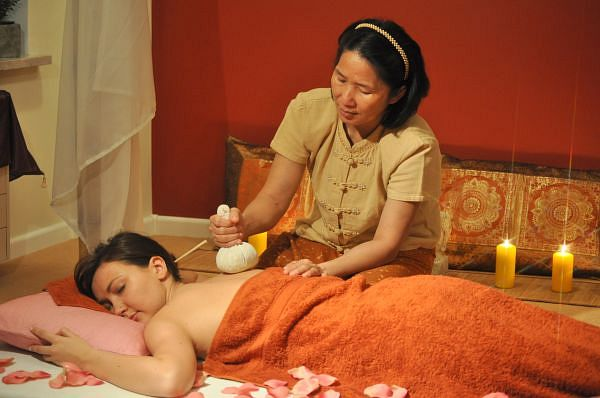
Masaż stemplami ziołowymi

Masaż stemplami ziołowymi jest wykonywany za pomocą białych bawełnianych torebek, zawierających mieszankę ziół mających zbawienny wpływ na ludzki organizm. Należą do nich: trawa cytrynowa, kurkuma, liście eukaliptusa, imbir lekarski czy cynamonowiec. Stemple ziołowe są przed masażem podgrzewane, tak aby uwolnić zgromadzone w nich olejki eteryczne, a następnie są wmasowywane w ciało. Masaż ziołowy oprócz silnego działania odprężającego, działa także przeciwbólowo oraz pobudza przemianę materii. W Tajlandii często stosowany jest jako "apteczka pierwszej pomocy" na rozmaite schorzenia.

### Refleksologia (masaż stóp)

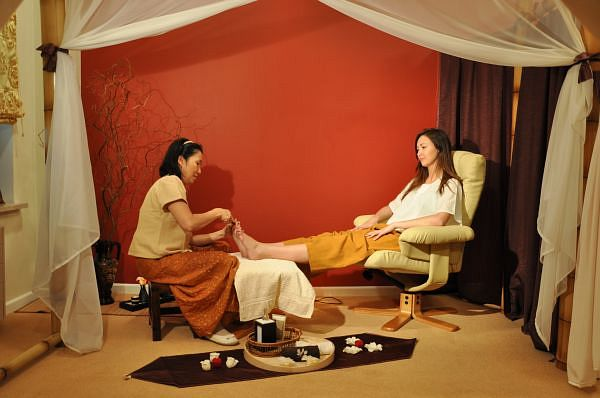
Refleksologia

Refleksologia, czyli masaż stóp obejmuje m.in. masaż podeszwy, grzbietu stopy, palców, kostek, łydek, okolic kolana. Poprzez działanie na strefy refleksologiczne stóp masaż wspomaga odtruwanie organizmu z toksyn, poprawia sen, usuwa uczucie "ciężkich nóg". Wpływa również na procesy trawienne, system hormonalny, gruczoły limfatyczne i centralny system nerwowy.

### Masaż pleców, ramion i głowy

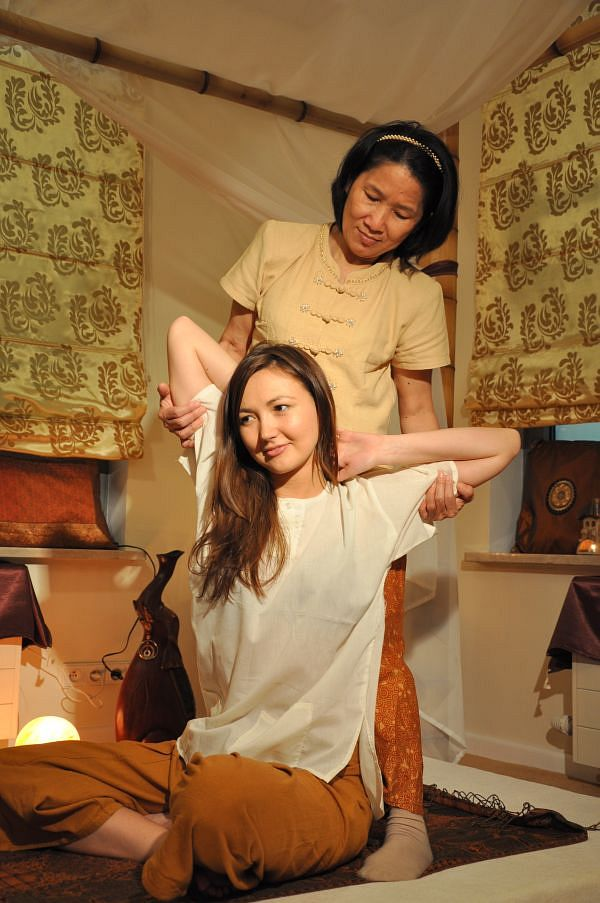
Masaż pleców

Masaż ramion, pleców i głowy stanowi połączenie różnych technik masażu, a ma na celu wyeliminowanie zarówno pourazowych, jak i chronicznych bólów różnych części kręgosłupa. Wykonywany jest przy użyciu rozgrzewających maści zawierających mentol i kamforę. Oprócz działania na kręgosłup niweluje również ból, napięcia i ucisk odczuwany w okolicach karku i ramion. Łagodzi także bóle głowy i pobudza krążenie krwi na skórze głowy wzmacniając cebulki włosów.